# マガジン (ハートのアルバム)
『マガジン』（Magazine）は、アメリカのロックバンド、ハートの2枚目のスタジオアルバム。このアルバムは、当初1977年4月19日にバンドの承諾なしに未完成のままマッシュルーム・レコードから発売された。このアルバムの2回目の正式版は1978年4月22日に発売された。アメリカ合衆国とカナダの両方でプラチナアルバムとして認定されている。

## 背景
デビューアルバムのあと、ハートはマッシュルーム・レコードでの2枚目のスタジオアルバムのために新しい曲をバンクーバーで録音し始めた。しかしながら、グリープは『ドリーム』の発売記念の広告をめぐってマッシュルームと不仲になった。ローリング・ストーン誌1976年12月30日版に掲載された全面広告は、、わいせつなタブロイド紙（ナショナル・エンクワイラー紙風刺したもの）の表紙を模してデザインされ、姉妹が肩を露出した姿（アルバム『ドリームボート・アニー』のカバーと同じ）と、「それは私たちの初めてのことだっただけ！」という挑発的なキャプションが添えられていた。
ニューアルバムのレコーディングセッションは、バンドとレーベルの間での契約に関する再交渉が不首尾に終わった後で中止された。1976年のレコーディングせっしょでは、未完成の5曲だけが録音されていた。この時にはハートは自分たちがヒットメーカーであることを証明しており、バンドはマッシュルームが印税率を上げることを期待してた。しかしながら、バンドとプロデューサーのマイク・フリッカーが驚いたことに、レーベルはそれ以上の支払いを拒否した。
グループとの契約を維持しつつも、マッシュルームはハートの2枚目のアルバムをリリースすることには興味を示さなかった。その後、フリッカーはレーベルとの関係を終了したが、契約ではフリッカーがハートのすべてのレコーディングのプロデューサーとなることが規定されていたので、バンドはマッシュルームがフリッカーのサービスを提供できないため、他のレーベルと自由に契約できるという立場を取った。ハートは紛争を解決するために弁護士を雇い、彼らはCBSレコード（現在のソニー・ミュージックエンタテインメント）の子会社であるポートレイト・レコードと契約した。

## 1977年の最初のリリース
レーベルを移ったことは、マッシュルームのクリエティヴディレクターのシェリー・シーゲルとの法的な論争を長引かせることになった。まだ2枚のアルバムの契約を結んでいたマッシュルームは、結局ハートの2枚目のアルバムをリリースする法的権利があると主張した。マッシュルームは、未完成のスタジオ録音5曲と、1975年に録音された未発表のライブ音源をまだ所有しており、バンドのメンバーの立ち会いなしに、バンドのレコーディングエンジニアにリミックスを依頼した。
レーベルは、もう1つのスタジオトラック「ヒア・ソング」(1975年のハートのカナダでの最初のシングル「ハウ・ディープ・イット・ゴーズ」のB面）を追加した。アルバムの残りの部分は、グループが定期的に演奏していたシアトルのロッククラブ、アクエリアス・タヴァーンで1975年に録音されたライブ音源2曲で埋められていた。マッシュルームは、グループがポートレイトで次のアルバム『リトル・クイーン』を準備していたのと同時期に、このコレクションを『マガジン』として1977年の春にリリースした。
フリッカーによれば、この最初の『マガジン』はおよそ5万枚プレスされた。そのうちのいくらかは、ほとんどがロサンゼルスとレコードが製造されたフロリダ州ハリウッドのレコード店で販売された。まだ売れていなかったレコードは、ハートがマッシュルームに対してアルバムの配布を停止する法定命令を得たのちに回収され、その後破砕処理された。この1977年版はアリスタ・レコードを通じて少数がヨーロッパでも発売されたが、2つ目の法定命令を受けて改修された。
このアルバムは1977年にラジオ局で正式にリリースされなかったが、シアトルを拠点とするロック局KISWなどの一部の局は、グループの意に反して、無許可バージョンの曲を放送した。1977年のリリースでは、ジャケット裏に次のような免責事項が書かれていた。
「マッシュルーム・レコードは、契約上の紛争により、このレコードの完成に芸術的関与を否定しているハートの協力や承認なしにこのレコードを完成させる必要が生じたことを遺憾に思います。契約上の紛争によって、人々がこの素晴らしい曲や録音を聴き、楽しむことを妨げるべきではないと考えました。」

## 差し止め命令、再録音、リミックス
スタジオでのパフォーマンスがやや未完成でライブ録音も収録されていることに不満だったバンドは、1977年にリリースされた『マガジン』を市場から回収させる目的でマッシュルームを訴えた。シアトルの裁判所はマッシュルームにアルバムを回収するよう命じたが、和解条件ではハートがマッシュルームに2枚目のアルバムを提供することが求められた。Heart は、この義務を果たすため、以前にリリースされた曲を満足のいく品質に仕上げることにした。
1978年版では、ハートは曲を再録音、リミックス、編集し、アルバムの順序を入れ替えることにした。この作業は 1978年3月6日から9日までシアトルの Sea-West Studios で行われた。オリジナルのボーカルは、最終テイクではなくスクラッチ ボーカルとして意図されていたと思われる。アン・ウィルソンは、既存のスタジオトラックのほとんどに新しいリードボーカルを追加した。
最も明らかな違いの1つは、「ハートレス」のオリジナル録音では、アンが "The doc said come back again next week..." と歌っているが、再録音版では、彼女は代わりに doctor 歌っている。「ジャスト・ザ・ワイン」のシンセサイザーソロはフルートソロに置き換えられ、曲はわずかに編集されている。「マガジン」のエンディングは約30秒早くフェードアウトする。ライブの「ブルース・メドレー」は、ロジャー・フィッシャーのギターソロとアンのソロボーカルの一部を削除するように編集されている。他にも微妙な違いが多数認められる。アルバムの改訂版は、1978年4月にマッシュルーム・レコードから免責事項なしでリリースされました。

## 後日譚
1980年代前半にマッシュルーム・レコードは廃業した。マッシュルームでのハートの2枚のアルバムの所有権はキャピトル・レコードに買収され、再販された。1978年版はアルバムジャケットをあしらったピクチャー・ディスクとして製造された。ジャケット背面には10万枚の特別限定版であることが示されていた。オリジナルのジャケットからは円形の部分が切り取られており、の円形部分ははレコード店に送られ、アルバムの宣伝のために店内に吊り下げられた。

## 批評家の反応
| 専門評論家によるレビュー            | 専門評論家によるレビュー |
| レビュー・スコア                    | レビュー・スコア         |
| 出典                                | 評価                     |
| ----------------------------------- | ------------------------ |
| AllMusic                            | [ 9 ]                    |
| (The New) Rolling Stone Album Guide | [ 10 ]                   |

ニューヨーク・タイムズ紙は、「アン・ウィルソンのボーカルには一聴の価値があり、いくつかの曲はウィルソン姉妹が戦わずに自分たちの支配権を失うことを嫌がった理由がわかるほど素晴らしい」と書いている。キャッシュボックス誌は、タイトル曲について「この豊かで魅力的なバラードでは、アン・ウィルソンの歌声が光り輝き、妹のナンシーが甘いアコースティックギターを奏でている」と述べ、フリッカーのプロデュースも称賛した。

## 収録曲

### 1977年版
| #  | タイトル                                                            | 作詞・作曲                            | 時間 |
| -- | ------------------------------------------------------------------- | ------------------------------------- | ---- |
| 1. | 「ハートレス」(Heartless)                                           | アン・ウィルソン ナンシー・ウィルソン | 5:00 |
| 2. | 「ウィズアウト・ユー」(Without You（オリジナルはバッドフィンガー）) | ピート・ハム トム・エヴァンズ         | 4:44 |
| 3. | 「ジャスト・ザ・ワイン」(Just the Wine)                             | A・ウィルソン N・ウィルソン           | 4:30 |
| 4. | 「マガジン」(Magazine)                                              | A・ウィルソン N・ウィルソン           | 6:55 |

| #         | タイトル | 作詞・作曲                                    | 時間  |
| --------- | --- | --------------------------------------------- | ----- |
| 5.        | 「ヒア・ソング」(Here Song)                                                                                                   | A・ウィルソン                                 | 1:35  |
| 6.        | 「デヴィル・ディライト」(Devil Delight)                                                                                       | A・ウィルソン N・ウィルソン                   | 4:58  |
| 7.        | 「ブルー・メドレー：マザー・アース / ユー・シュック・ミー・ベイブ（ライブ）」(Blues Medley: Mother Earth / You Shook Me Babe) | ピーター・チャットマン / ウィリー・ディクスン | 7:11  |
| 8.        | 「アイヴ・ガット・ザ・ミュージック・イン・ミー（ライブ）」(I've Got the Music in Me)                                          | バイアス・ボッシェル                          | 6:01  |
| 合計時間: | 合計時間: | 合計時間:                                     | 40:54 |

### 1978年版
| #  | タイトル                                | 作詞・作曲                  | 時間 |
| -- | --------------------------------------- | --------------------------- | ---- |
| 1. | 「ハートレス」(Heartless)               | A・ウィルソン N・ウィルソン | 4:59 |
| 2. | 「デヴィル・ディライト」(Devil Delight) | A・ウィルソン N・ウィルソン | 4:58 |
| 3. | 「ジャスト・ザ・ワイン」(Just the Wine) | A・ウィルソン N・ウィルソン | 4:15 |
| 4. | 「ウィズアウト・ユー」(Without You)     | ハム エヴァンズ             | 4:43 |

| #         | タイトル                                                                             | 作詞・作曲                  | 時間  |
| --------- | ------------------------------------------------------------------------------------ | --------------------------- | ----- |
| 5.        | 「マガジン」(Magazine)                                                               | A・ウィルソン N・ウィルソン | 6:19  |
| 6.        | 「ヒア・ソング」(Here Song)                                                          | A・ウィルソン               | 1:34  |
| 7.        | 「マザー・アース・ブルース（ライブ）」(Mother Earth Blues)                           | チャットマン                | 5:42  |
| 8.        | 「アイヴ・ガット・ザ・ミュージック・イン・ミー（ライブ）」(I've Got the Music in Me) | ボッシェル                  | 6:01  |
| 合計時間: | 合計時間:                                                                            | 合計時間:                   | 38:31 |

## パーソネル

### 1977年版
『マガジン』の1977年のオリジナル版のライナーノーツより。
| ハート - ナンシー・ウィルソン - アン・ウィルソン - マイク・デロージャー - ハワード・リース - スティーヴ・フォッセン - ロジャー・フィッシャー | 技術 - ロルフ・ヘンネマン – 製作 - マイク・フリッカー – 製作、エンジニアリング、リミックス - ジェフ・トルマン – リミックス・エンジニア助手 美術 - ローレン・サルザー – ジャケット表面美術 - バール・デイヴィス – 美術監督 - グレン・ロス – 美術監督 |

### 1978年版
『マガジン』の1978年改訂版のライナーノーツより

| ハート - スティーヴ・フォッセン – ベース、ボーカル - マイケル・デロージャー – ドラムス - ハワード・リース – ギター、キーボード、ボーカル、ギターソロ(7)、シタール、Avatar (2)、メロトロン (3)、弦楽編曲、弦楽指揮(3–6)、バックボーカル(5) - ロジャー・フィッシャー – リードギター、ギターソロ(1) - ナンシー・ウィルソン – エレキギター、ボーカル、リードギター(1)、アコースティックギター(3, 6)、バックボーカル(5)、ブルースハープ(7) - アン・ウィルソン – リードボーカル、フルート・アルトフルート(3)、バックボーカル(5)、アコースティックギター(6) その他のミュージシャン - リン・ウィルソン – バックボーカル(5) | 技術 - マイク・フリッカー – 製作、エンジニア - ハート – 製作助手 - マイク・フィッシャー – 製作助手、特別ディレクション - リック・キーファー – エンジニア - ラリー・グリーン – エンジニア助手 - テリー・ゴットリーブ – エンジニア助手 - ロルフ・ヘンネマン – エンジニア助手 - ジ・エクプローラー – レコーディング(7, 8) 美術 - ローレン・サラザー – ジャケット表面美術 |

## チャート成績
| チャート（1978年）                                       | 最高 順位 |
| -------------------------------------------------------- | --------- |
| オーストラリア アルバム（ケント・ミュージック・レポート) | 66        |
| カナダ (RPM)                                             | 13        |
| US Billboard 200                                         | 17        |

| チャート（1978年）             | 順位 |
| ------------------------------ | ---- |
| カナダ トップアルバム/CD (RPM) | 84   |
| 米国 Billboard 200             | 90   |

## 認定
| 国/地域                    | 認定     | 認定/売上数 |
| -------------------------- | -------- | ----------- |
| カナダ (Music Canada)      | Platinum | 100,000^    |
| アメリカ合衆国 (RIAA)      | Platinum | 1,000,000^  |
| ^ 認定のみに基づく出荷枚数 |          |             |